# Nikolaus Hans Hockl
Nikolaus Hans Hockl (n. 23 octombrie 1908, Csatád, în prezent Lenauheim, județul Timiș – d. 5 noiembrie 1945, Dnipropetrovsk, URSS, azi în Ucraina) a fost un pedagog, istoric, politician și scriitor de limba germană, șvab originar din Banat, mulți ani directorului liceului german din Reșița.
A fost fiul comerciantului Johann Hock și al soției sale Susanna, născută Hensel.
Nikolaus Hans Hockl a urmat școala generală la Lenauheim, apoi, din 1921, gimnaziul real din Timișoara, pe care l-a absolvit cu examen de bacalaureat în 1928. A studiat apoi filozofie, istorie și filologie veche la Viena, Marburg și București, unde a obținut în 1933 dreptul de a profesa ca profesor în învățământul mediu.
Încă din tinerețe, ca student, s-a integrat în „Mișcarea națională de reînnoire a germanilor din România“ (Nationale Erneuerungsbewegung der Deutschen in Rumänien – NEDR), a înființat în Timișoara asociația "Wandervogel" (Pasărea călătoare) și, în 1933, a înființat prima tabără de muncă, în localitatea Dudeștii Noi.
Hockl și-a început cariera profesională în București, ca profesor de germană la gimnaziul grecesc. După numai un an, în 1934, a trebuit să întrerupă activitatea, pentru a-și satisface stagiul militar.
La 10 februarie 1935, după ce a fost desființată asociația "Nationale Erneuerungsbewegung der Deutschen in Rumänien" (NEDR) și a fost înființat Partidul Popular al Germanilor din România ("Deutsche Volkspartei Rumäniens" (DVR)), Hockl a fost numit în conducerea noului partid. În calitate de membru al conducerii partidului, a fost însărcinat cu munca cu tineretul. În acest scop, s-a bazat pe asociația Wandervogel.
În 22 octombrie 1935, Hans Hockl a trecut la o altă organizație politică, Deutsche Volksgemeinschaft, condusă de Fritz Fabritius. După ce acestă organizație a fost încorporată în  „Comunitatea nationala a Germanilor din România” (Volksgemeinschaft der Deutschen in Rumänien), pe 20 noiembrie 1938, Fabritius l-a numit pe Hockl ca șef al organizației de tineret Landes-Jugendamt.
După o scurtă perioadă de activitate în Ținutul Satu-Mare, Hockl a fost numit șef al Direcției de învățământ a Grupului Etnic German din România (Schulamt der Deutschen Volksgruppe in Rumänien). În această calitate a lucrat la proiectul unui proiect pentru o nouă Lege a învățământului aplicabilă pentru Grupul Etnic German (Volksgruppe), lege adoptată în 1941 de Ministerul Învățământului din România.
După o controversă cu Andreas Schmidt (Hockl s-a abținut de a-i reține pe tinerii înrolați în Wehrmacht să treacă ilegal granița în Iugoslavia), Hockl a fost destituit de la conducerea "Schulamt der Deutschen Volksgruppe in Rumänien", dar i s-a acordat postul de director al Gimnaziului German din Reșița, administrat de Grupul Etnic German din România.
La începutul anului 1945, Hockl și soția sa au fost deportați în Uniunea Sovietică. Acolo, Hockl a suferit un atac de cord și a decedat.

## Scrieri
- Traunau. Die Geschichte eines Schwabendorfes (Hatzfeld, 1930);
- Alexanderhausen 1833-1933 im Rahmen einer allgemeinen Geschichte der Banater Schwaben, 1933
- Auf dem Wege zur Nation. Beiträge zur Geschichte der Banater Schwaben (Hermannstadt, 1934);
- Das deutsche Banat (Temeschburg, 1940);
- Deutsche Jugenderziehung in Rumänien (Timișoara, 1940) ș.a.
- Alexanderhausen  -  Werden und Vergehen einer Banater Heidegemeinde, autori Nikolaus Hans Hockl și Sepp Schmidt, München, 1987
- Erinnerung an Alexanderhausen, Banat- Band 1 und Band 2, editor HOG Alexanderhausen, apărut la Bietigheim-Bissingen, 1998